# Velika Greda
Velika Greda (izvirno srbsko Велика Греда) je naselje v Srbiji, ki upravno spada pod Občino Plandište; slednja pa je del Južnobanatskega upravnega okraja.

## Demografija
V naselju živi 1099 polnoletnih prebivalcev, pri čemer je njihova povprečna starost 41,1 let (39,2 pri moških in 43,0 pri ženskah). Naselje ima 479 gospodinjstev, pri čemer je povprečno število članov na gospodinjstvo 2,87.
To naselje je, glede na rezultate popisa iz leta 2002, v glavnem srbsko, a v času zadnjih treh popisov je opazno zmanjšanje števila prebivalcev.
|  |

| Demografija | Demografija     | Demografija     |
| Leto        | Št. prebivalcev | Št. prebivalcev |
| ----------- | --------------- | --------------- |
|             |                 |                 |
|             |                 |                 |
|             |                 |                 |
|             |                 |                 |
| 1948        | 1808            |                 |
| 1953        | 1946            |                 |
| 1961        | 1942            |                 |
| 1971        | 1775            |                 |
| 1981        | 1585            |                 |
| 1991        | 1508            | 1443            |
| 2002        | 1475            | 1374            |
|             |                 |                 |

| Etnična sestava po popisu iz leta 2002 | Etnična sestava po popisu iz leta 2002 | Etnična sestava po popisu iz leta 2002 | Etnična sestava po popisu iz leta 2002 | Etnična sestava po popisu iz leta 2002 |
| -------------------------------------- | -------------------------------------- | -------------------------------------- | -------------------------------------- | -------------------------------------- |
| Srbi                                   | Srbi                                   |                                        | 960                                    | 69,86%                                 |
| Madžari                                | Madžari                                |                                        | 169                                    | 12,29%                                 |
| Makedonci                              | Makedonci                              |                                        | 136                                    | 9,89%                                  |
| Slovenci                               | Slovenci                               |                                        | 20                                     | 1,45%                                  |
| Slovaki                                | Slovaki                                |                                        | 15                                     | 1,09%                                  |
| Jugoslovani                            | Jugoslovani                            |                                        | 14                                     | 1,01%                                  |
| Romuni                                 | Romuni                                 |                                        | 11                                     | 0,80%                                  |
| Hrvati                                 | Hrvati                                 |                                        | 7                                      | 0,50%                                  |
| Bunjevci                               | Bunjevci                               |                                        | 7                                      | 0,50%                                  |
| Nemci                                  | Nemci                                  |                                        | 4                                      | 0,29%                                  |
| Muslimani                              | Muslimani                              |                                        | 4                                      | 0,29%                                  |
| Neznano                                | Neznano                                |                                        | 1                                      | 0,07%                                  |